# Collegio elettorale di Pistoia II (Regno di Sardegna)
Il collegio elettorale di Pistoia I è stato un collegio elettorale uninominale del Regno di Sardegna, uno dei tre del circondario di Pistoia nell'allora provincia di Firenze. Fu istituito col regio decreto del 21 gennaio 1860 promulgato del governo provvisorio guidato da Bettino Ricasoli. 
Comprendeva i territori di Cutigliano, San Marcello, Porta al Borgo, Porta Lucchese, Sambuca.

## Dati elettorali
Nel collegio si svolsero votazioni solo per la settima legislatura. In seguito il territorio confluì nel collegio di Pistoia II del Regno d'Italia.

### VII legislatura
Le votazioni si svolsero in 387 collegi uninominali a doppio turno. Come previsto dalla legge elettorale del 20 novembre 1859, era eletto al primo turno il candidato che «riunisce in suo favore più del terzo dei voti del total numero dei membri componenti il collegio e più della metà dei suffragi dati dai votanti presenti all'adunanza» (art. 91). Se nessun candidato era eletto, al ballottaggio tra i due candidati con più voti era eletto chi otteneva il maggior numero di voti (art. 92) o, in caso di ugual numero di voti, il maggiore d'età (art. 93).
| Partito                            | Partito                            | Candidato                          | Risultati 25 marzo 1860 | Risultati 25 marzo 1860 |
| Partito                            | Partito                            | Candidato                          | Voti                    | %                       |
| ---------------------------------- | ---------------------------------- | ---------------------------------- | ----------------------- | ----------------------- |
|                                    | —                                  | Bartolomeo Cini                    | 226                     | 99,12                   |
|                                    | —                                  | Giuseppe Grossi                    | 2                       | 0,88                    |
|                                    |                                    |                                    |                         |                         |
| Iscritti                           | Iscritti                           | Iscritti                           | 428                     | 100,00                  |
| ↳ Votanti (% su iscritti)          | ↳ Votanti (% su iscritti)          | ↳ Votanti (% su iscritti)          | 233                     | 54,44                   |
| ↳ Voti validi (% su votanti)       | ↳ Voti validi (% su votanti)       | ↳ Voti validi (% su votanti)       | 228                     | 97,85                   |
| ↳ Schede non valide (% su votanti) | ↳ Schede non valide (% su votanti) | ↳ Schede non valide (% su votanti) | 5                       | 2,15                    |
| ↳ Astenuti (% su iscritti)         | ↳ Astenuti (% su iscritti)         | ↳ Astenuti (% su iscritti)         | 195                     | 45,56                   |